# Weerkaart

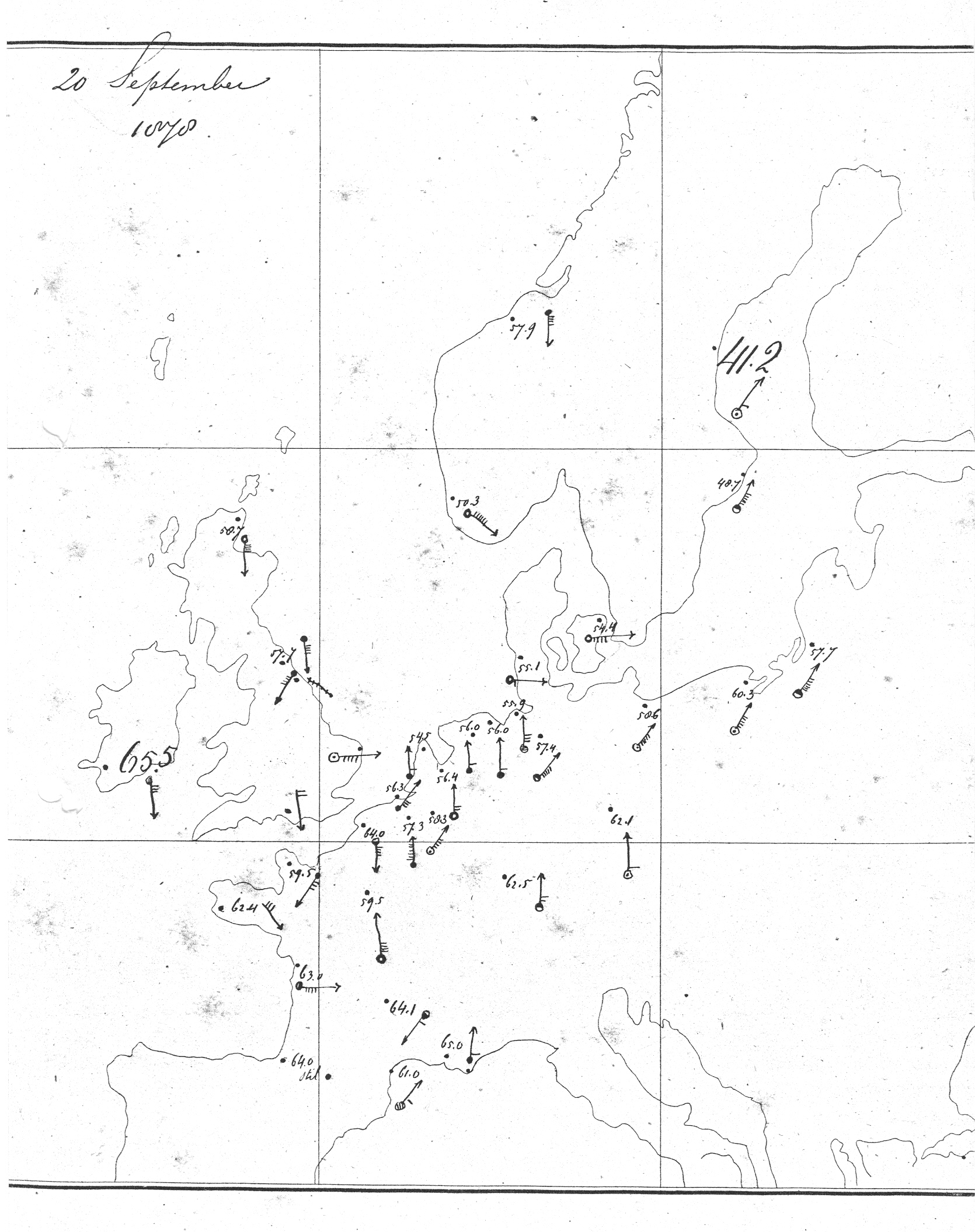
Een van de eerste weerkaarten van 20 september 1878, waarschijnlijk door Buys Ballot

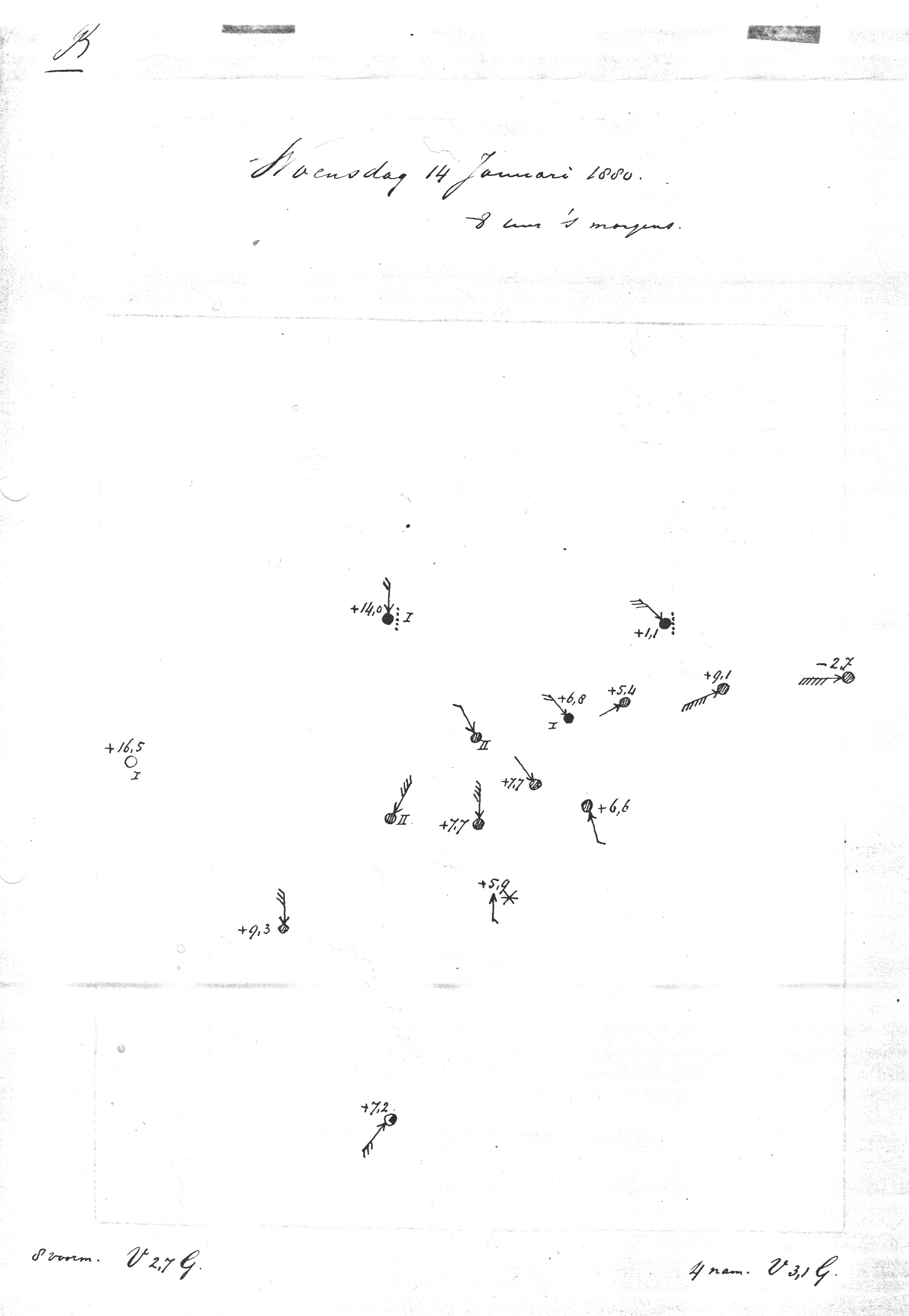
Een van de eerste weerkaarten van 14 januari 1880, door Buys Ballot

Een weerkaart is een kaart van de land- of wateroppervlakte in een of ander gebied op aarde waarop door middel van isolijnen en meteorologische symbolen het heersende weer op een bepaald tijdstip en op een schematische manier is weergeven. Dit kan op een recent tijdstip zijn, maar ook in de toekomst, waardoor een weerkaart een bepaalde verwachting aangeeft.
De eerste weerkaarten werden ontwikkeld door de Duitser Heinrich Brandes in 1816-1820.

## Algemeen
Weerkaarten bestaan er in alle vormen en maten; van een zeer eenvoudige kaart ten behoeve van een weersverwachting, via reguliere weerkaarten die een duidelijk beeld geven van de recente weersituatie in een bepaald gebied tot aan zeer geavanceerde, gedigitaliseerde, nauwkeurige en/of driedimensionale grafische presentaties van recente weergegevens.
De basis van een reguliere weerkaart vormen vrijwel altijd de isobaren die punten verbinden waar dezelfde luchtdruk heerst. Uit deze lijnen kunnen de lage- en hogedrukgebieden afgeleid worden en daaruit de windrichting (wet van Buys Ballot). Uit de afstand tussen de isobaren krijgt men een goed idee van de windsnelheid: hoe dichter de lijnen bij elkaar staan hoe harder het waait.
Een weerkaart is van essentieel belang voor een weersverwachting; op korte-, middellange en lange termijn.
Binnen de meteorologie worden naast analyses die een huidig weerbeeld weergeven, ook verwachte weerkaarten getekend op basis van computermodellen. Deze kaarten (prognoses) geven de verwachte verplaatsingen van druksystemen, fronten en troggen aan.
Ook kunnen hiermee eventueel gevaarlijke weersontwikkelingen op tijd herkend worden. Vereenvoudigde weerkaarten, zoals die in een krant, zijn ook geschikt voor mensen die geen of weinig kennis hebben van de meteorologie. In de zomer betekent bijvoorbeeld een stationair hogedrukgebied boven Zuid-Scandinavië een grote kans op zonnig en helder weer met een goede kans op hoge temperaturen. Een naderend lagedrukgebied veroorzaakt in de regel toenemende bewolking met neerslag. Een lagedrukgebied die Nederland 's zomers vanuit Frankrijk nadert, gaat vaak gepaard met buien en een grote kans op onweer.

## Het samenstellen van een weerkaart
Om een standaard weerkaart te kunnen samenstellen moeten eerst de luchtdrukmetingen van alle in het gebied aanwezige weerstations worden verzameld. Daarna moeten alle beschikbare gegevens op de juiste geografische positie in de nog blanco kaart worden ingetekend.
In eerste instantie werden de gegevens via de telegraaf verstuurd en later door middel van de telefoon, de telex , fax en radiosignalen. Deze gegevens van bemande en onbemande weerstations worden door middel van de SYNOP-code gecodeerd via de lange golf verspreid en vanaf eind jaren negentig ook steeds meer met behulp van het internet.
De tweede stap is het intekenen van de zogenoemde isobaren. Isobaren verbinden op de kaart de punten van gelijke luchtdruk. Eerst wordt op de kaart het gebied met de hoogste luchtdruk opgezocht en met een H aangeduid. Op gelijke wijze wordt daarna het punt met de laagste luchtdruk met een L aangegeven. Hierop aansluitend worden rondom die H en L de isobaren getekend. Als een bepaald meetstation bijvoorbeeld een luchtdrukwaarde van 1002 hPa heeft en een ander meetstation 1008 hPa dan loopt de isobaar van 1005 hPa er precies tussendoor. In het algemeen tekent men de isobaren op een onderlinge afstand van 5 hPa. Ten slotte kan daarna dan nog; door het meenemen van andere factoren, zoals de omvang van de hoge- en lagedrukgebieden en de absolute waarden en de onderlinge ligging van de isobaren, inschattingen worden gedaan over windrichtingen en windsnelheden. Dit laatste is echter uiteraard niet nodig wanneer men in een bepaald gebied voldoende meetgegevens heeft. Door middel van steeds geavanceerder wordende satellietwaarnemingen en neerslagradars worden de weerkaarten steeds nauwkeuriger, wat een positief effect heeft op de betrouwbaarheid van weersvoorspellingen en klimaatonderzoek.
Weerkaarten werden tot de jaren tachtig met de hand getekend en daarna automatisch geplot. Het plotten is met de opkomst van de computers steeds verder geautomatiseerd en gedigitaliseerd.

## Eenvoudige weerkaarten
Behalve de isobaren treft men op een weerkaart (zoals rechts) ook nog andere details aan. De meest belangrijke zijn:

### Fronten
| Symbolen             | Beschrijving |
| -------------------- | --- |
|                      | Een warmtefront wordt weergegeven door een aantal rode halve cirkels op een lijn te plaatsen. Dit kan bijvoorbeeld een lang durend regengebied zijn, hetgeen in de meeste gevallen aanleiding is tot een bewolkingstoename en gelijktijdig een langzaam oplopende temperatuur. |
|                      | Een koufront wordt weergegeven door een lijn van blauwe driehoekjes. Meestal is er bij het passeren van een koufront sprake van een onbestendig weertype waarbij veelvuldig sprake is van onweer en hevige buien. De luchttemperatuur gaat naar beneden. |
|                      | Een occlusiefront wordt weergegeven door om en om paarse driehoekjes en halve cirkels te plaatsen. Een occlusie ontstaat wanneer een snel bewegend koudefront een langzamer warmtefront inhaalt en ermee samensmelt. Omdat het warmte- en koudefront bij de kern van het lagedrukgebied als een spiraal dichter bij elkaar liggen zal een occlusiefront zich hier het eerst manifesteren. Binnen een occlusie blijft het weer onbestendig met veel regen. |
|                      | Stationaire fronten genoemd worden weergegeven door een lijn met daarop afwisselende aan beide kanten van de lijn blauwe driehoekjes en halve cirkels. Een stationair front ligt vaak tussen twee druksystemen in en verandert daardoor niet of amper van plaats. Het weertype wordt vaak gekenmerkt door dikke bewolkingslagen, lichte of helemaal geen neerslag, weinig of geen wind en/of nevelig weer.                                                |
| Trog                 | Troglijnen worden in Nederland ingetekend met een dikke, blauwe lijn. Een trog is een gebied met een relatief lage luchtdruk verbonden aan een lagedrukgebied daar waar de isobaren het sterkst gekromd zijn, vaak achter een koufront. Een trog wordt vaak gekenmerkt door buien. |
| Rug                  | Ruglijnen worden in Nederland ingetekend met een dikke, rode lijn. Een rug of een wig (benaming is afhankelijk van hun positie) is een langgerekt gebied met hoge luchtdruk en een uitloper van een hogedrukgebied. |
| Convergentie of vore | Convergentielijnen of voren worden in Nederland ingetekend met een rode lijn met visgraatmotief. Een convergentie is het samenstromen van lucht. Dit kan zowel bij het aardoppervlak als in de bovenlucht plaatsvinden en komt voor een koufront. |

### Drukgebieden
| Soort          | Afkorting |
| -------------- | --------- |
| Hogedrukgebied | H         |
| Lagedrukgebied | L         |

## Complexe weerkaarten
Complexe weerkaarten bevatten nog meer informatie over de recente weersgesteldheid. Zij bevatten gegevens over de temperatuur, de windsterkte, de windrichting, de luchtdrukveranderingen, neerslag, wolkentype, bewolkingsdichtheid, laaghangende bewolking, zoals mist en het dauwpunt (luchtvochtigheid).
Daartoe worden de diverse gegevens in een bijzondere vorm aan de kaart toegevoegd. De plek van de gegevens op de weerkaart valt natuurlijk samen met de bekende geografische positie van het weerstation. Afhankelijk van de resolutie van de weerkaart, worden alleen de meest belangrijke weerstations met hun data op de kaart vermeld. Anders zou de kaart met zoveel gegevens worden "overspoeld" en zouden de feitelijk essentiële details verloren raken. Door de verdere automatisering van weerkaarten zijn de gegevens van de minder belangrijke weerstations wel eenvoudig alsnog op de kaart te plaatsen.

### Windsnelheid, bewolking en opwaartse of neerwaartse luchtdrukontwikkeling
| Windsnelheid | Windsnelheid       |
| Symbolen | Knopen (kn), km/u) |
| --- | ------------------ |
| | 0 kn, 0 km/u       |
| | 5 kn, 9 km/u       |
| | 10 kn, 19 km/u     |
| | 15 kn, 28 km/u     |
| | 20 kn, 37 km/u     |
| | 25 kn, 46 km/u     |
| | 30 kn, 56 km/u     |
| | 35 kn, 65 km/u     |
| | 40 kn, 74 km/u     |
| | 45 kn, 83 km/u     |
| | 50 kn, 93 km/u     |
| | 55 kn, 102 km/u    |
| | 60 kn, 111 km/u    |
| | 65 kn, 120 km/u    |
| | 100 kn, 185 km/u   |
| | 105 kn, 194 km/u   |
| Het windsymbool wijst naar de richting waar de wind vandaan komt en de wind waait van het vaantje naar het symbool voor de bewolking (die op de plek van het weerstation ligt). |                    |

| Bewolking | Bewolking | Bewolking              |
| Symbolen | Code      | Beschrijving           |
| --- | --------- | ---------------------- |
| | 0/8       | Geen bewolking         |
| | 1/8       | Zonnig                 |
| | 2/8       | Helder                 |
| | 3/8       | Lichtbewolkt           |
| | 4/8       | Half bewolkt           |
| | 5/8       | Bewolkt                |
| | 6/8       | Zwaar bewolkt          |
| | 7/8       | Vrijwel geheel bewolkt |
| | 8/8       | Geheel bewolkt         |
| | 9/8       | Hemel niet zichtbaar   |
| Dit symbool wordt tevens gebruikt om de positie van het weerstation aan te geven. De andere symbolen liggen hieromheen en de windvaan zit eraan vast. |           |                        |

| Luchtdrukontwikkeling (laatste drie uren) | Luchtdrukontwikkeling (laatste drie uren) |
| Symbolen                                  | Beschrijving                              |
| ----------------------------------------- | ----------------------------------------- |
|                                           | Stijgend                                  |
|                                           | Stijgend, daarna dalend                   |
|                                           | Stijgend, daarna stabiel                  |
|                                           | Stijgend of stabiel, daarna dalend        |
|                                           | Dalend of stabiel, daarna stijgend        |
|                                           | Stabiel                                   |
|                                           | Dalend                                    |
|                                           | Dalend, daarna stijgend                   |
|                                           | Dalend, daarna stabiel                    |

### Symbolen om de weertoestand aan te geven
De lijst hieronder wordt gebruikt om de gegevens van bemande weerstations door te geven.
Wanneer er staat "in het afgelopen uur" betekent dat dat het weersverschijnsel zich niet op of rond het tijdstip van de waarneming heeft voorgedaan.
| Symbolen | Nummer | Beschrijving |
| -------- | ------ | --- |
|          | 00     | Bewolkingsontwikkeling het laatste uur niet geobserveerd of niet mogelijk om te observeren |
|          | 01     | Bewolkingshoeveelheid en -ontwikkeling het afgelopen uur afgenomen |
|          | 02     | Bewolking het afgelopen uur onveranderd gebleven |
|          | 03     | Bewolking het afgelopen uur toegenomen |
|          | 04     | Zicht door rook verminderd |
|          | 05     | Heiig |
|          | 06     | Zwevend stof |
|          | 07     | Stof of zand door wind in de lucht |
|          | 08     | Kleine stof- of zandhoos het afgelopen uur waargenomen |
|          | 09     | Stof- of zandhoos het afgelopen uur op het weerstation waargenomen of op het moment van meting zichtbaar                                                                                                   |
|          | 10     | Nevel |
|          | 11     | Grondmistbanken |
|          | 12     | Aaneengesloten grondmist |
|          | 13     | Weerlicht zonder donder |
|          | 14     | Valstrepen (virga) zichtbaar |
|          | 15     | Neerslag zichtbaar op een afstand van meer dan 5 km, |
|          | 16     | Neerslag zichtbaar op een afstand van minder dan 5 km, maar niet op het weerstation |
|          | 17     | Onweer of onweer op afstand met hoorbare donder en zonder neerslag |
|          | 18     | Rolwolken met zware windstoten het afgelopen uur zichtbaar of een bui van deze orde die het weerstation gaat treffen                                                                                       |
|          | 19     | Waterhoos of windhoos het afgelopen uur bij of in de nabijheid van het weerstation |
|          | 20     | Motregen of motsneeuw in het afgelopen uur |
|          | 21     | Regen in het afgelopen uur |
|          | 22     | Sneeuw in het afgelopen uur |
|          | 23     | Regen en sneeuw, of ijsregen in het afgelopen uur |
|          | 24     | Regen met ijzel of motregen met ijzel in het afgelopen uur |
|          | 25     | Regenbui in het afgelopen uur |
|          | 26     | Sneeuwbui, of regen- en sneeuwbui in het afgelopen uur |
|          | 27     | Hagelbui of korrelsneeuwbui in het afgelopen uur |
|          | 28     | Mist in het afgelopen uur |
|          | 29     | Onweer in het afgelopen uur |
|          | 30     | Lichte of matige zand- of stofstorm in het afgelopen uur in intensiteit afgenomen |
|          | 31     | Lichte of matige zand- of stofstorm in het afgelopen uur in intensiteit gelijk gebleven |
|          | 32     | Lichte of matige zand- of stofstorm in het afgelopen uur in intensiteit toegenomen |
|          | 33     | Zware zand- of stofstorm in het afgelopen uur in intensiteit afgenomen |
|          | 34     | Zware of matige zand- of stofstorm in het afgelopen uur in intensiteit gelijk gebleven |
|          | 35     | Zware of matige zand- of stofstorm in het afgelopen uur in intensiteit toegenomen |
|          | 36     | Lichte of matige driftsneeuw beneden ooghoogte |
|          | 37     | Zware driftsneeuw beneden ooghoogte |
|          | 38     | Lichte of matige driftsneeuw boven ooghoogte |
|          | 39     | Zware driftsneeuw boven ooghoogte |
|          | 40     | Mist of ijsmist op afstand, die het weerstation het afgelopen uur niet heeft bereikt. Het zicht is meer dan een duizend meter en de hoogte van de mist op afstand is hoger dan de hoogte van de waarnemer. |
|          | 41     | Mistbanken en of ijsmistbanken, waardoor het zicht zeer variabel is |
|          | 42     | De hemel is ondanks mist of ijsmist zichtbaar en deze mist is het afgelopen uur dunner geworden. |
|          | 43     | De hemel is door mist of ijsmist bedekt en deze mist is het afgelopen uur dunner geworden. |
|          | 44     | De hemel is ondanks mist of ijsmist zichtbaar en deze mist is het afgelopen uur qua dikte niet veranderd                                                                                                   |
|          | 45     | De hemel is door mist of ijsmist bedekt en deze mist is het afgelopen uur qua dikte niet veranderd |
|          | 46     | De hemel is ondanks mist of ijsmist zichtbaar en deze mist is het afgelopen uur dikker geworden. |
|          | 47     | De hemel is door mist of ijsmist bedekt en deze mist is het afgelopen uur dikker geworden. |
|          | 48     | Mist of ijsmist met vorming van ruige rijp met een zichtbare hemel |
|          | 49     | Mist of ijsmist met vorming van ruige rijp met een bedekte hemel |
|          | 50     | Lichte motregen met onderbrekingen |
|          | 51     | Lichte motregen zonder onderbrekingen |
|          | 52     | Matige motregen met onderbrekingen |
|          | 53     | Matige motregen zonder onderbrekingen |
|          | 54     | Zware motregen met onderbrekingen |
|          | 55     | Zware motregen zonder onderbrekingen |
|          | 56     | Lichte motregen met ijzel |
|          | 57     | Matige of zware motregen met ijzel |
|          | 58     | Lichte regen en motregen |
|          | 59     | Matige of zware regen en motregen |
|          | 60     | Lichte regen met onderbrekingen |
|          | 61     | Lichte regen zonder onderbrekingen |
|          | 62     | Matige regen met onderbrekingen |
|          | 63     | Matige regen zonder onderbrekingen |
|          | 64     | Zware regen met onderbrekingen |
|          | 65     | Zware regen zonder onderbrekingen |
|          | 66     | Lichte regen met ijzel |
|          | 67     | Matige of zware regen met ijzel |
|          | 68     | Lichte regen en sneeuw en/of motregen met sneeuw |
|          | 69     | Matige of zware regen en sneeuw en/of matige of zware motregen met sneeuw |
|          | 70     | Lichte sneeuw met onderbrekingen |
|          | 71     | Lichte sneeuw zonder onderbrekingen |
|          | 72     | Matige sneeuw met onderbrekingen |
|          | 73     | Matige sneeuw zonder onderbrekeningen |
|          | 74     | Zware sneeuw met onderbrekeningen |
|          | 75     | Zware sneeuw zonder onderbrekeningen |
|          | 76     | IJsnaalden, met of zonder mist |
|          | 77     | Motsneeuw, met of zonder mist |
|          | 78     | Enkele geïsoleerde sneeuwvlokken, met of zonder mist |
|          | 79     | IJsregen |
|          | 80     | Lichte regenbui |
|          | 81     | Matige of zware regenbui |
|          | 82     | Wolkbreuk |
|          | 83     | Lichte sneeuw- en regenbui |
|          | 84     | Matige of zware sneeuw- en regenbui |
|          | 85     | Lichte sneeuwbui |
|          | 86     | Matige of zware sneeuwbui |
|          | 87     | Lichte korrelsneeuwbui, met of zonder regen en/of regen en sneeuw |
|          | 88     | Matige of zware korrelsneeuwbui, met of zonder regen en/of regen en sneeuw |
|          | 89     | Lichte hagelbui, met of zonder regen en/of regen en sneeuw, en nog zonder donder |
|          | 90     | Matige of zware hagelbui, met of zonder regen en/of regen en sneeuw, en nog zonder donder |
|          | 91     | Onweer in het afgelopen uur en lichte regen op het moment van waarneming |
|          | 92     | Onweer in het afgelopen uur en matige of zware regen op het moment van waarneming |
|          | 93     | Onweer in het afgelopen uur en lichte sneeuw, regen en sneeuw, of hagel op het moment van waarneming |
|          | 94     | Onweer in het afgelopen uur en matige of zware sneeuw, regen en sneeuw, of hagel op het moment van waarneming                                                                                              |
|          | 95     | Licht of matig onweer met regen, sneeuw, of regen en sneeuw |
|          | 96     | Licht of matig onweer met hagel of korrelsneeuw |
|          | 97     | Zwaar onweer met regen of sneeuw |
|          | 98     | Onweer met een stof- of zandstorm |
|          | 99     | Zwaar onweer met hagel of korrelsneeuw |

## Hoogteweerkaarten
Weerkaarten kunnen niet alleen de situatie aan de grond weergeven. Hoogteweerkaarten worden samengesteld met behulp van gegevens die via radiosondes, die met behulp van weerballonnen in de hogere atmosfeer metingen verrichten, beschikbaar komen. Automatische bovenluchtwaarnemingen door vliegtuigen (AMDAR) spelen een groeiende aanvullende rol.
De informatie op hoogteweerkaarten is onmisbaar omdat ze de grondgegevens completeert met dat wat zich in de vrije atmosfeer afspeelt; met name de drukverdelingen en de luchtstromingen. Verstorende elementen zoals bergketens, steden en andere obstakels treft men op die hoogte veel minder of niet aan. Lijnen op een hoogteweerkaart worden isohypsen genoemd en geven de hoogte aan van het luchtdrukvlak die bij de kaart behoort. Deze lijnen hebben in het algemeen een meer regelmatig verloop dan de isobaren die je op een grondweerkaart aantreft. Elke hoogteweerkaart vertegenwoordigt een drukniveau, die men standaarddrukvlakken noemt.
Er is een duidelijke wisselwerking tussen hetgeen zich weertechnisch op de grond afspeelt en dat wat er op grote hoogten afspeelt.
Een hoogteweerkaart kan er heel anders uitzien dan de overeenkomstige weerkaart van de situatie aan de grond. De ontwikkeling van lagedrukgebieden op grondniveau laten zien dat de ontwikkeling in de hogere atmosfeer enigszins traag op de weerssituatie aan de grond reageert.
Bij de interpretatie van hoogteweerkaarten spelen onder meer de hoogtelagen met veelal geïsoleerde gebieden waar zich veel koudere lucht bevindt (koudeputten) een grote rol.
Lage temperaturen hoog in de lucht zijn 's zomers bijvoorbeeld na een periode van gelijkmatige warmte vaak aanleiding van onrustig weer met afwisselende neerslag en onweer.
De volgende soorten hoogteweerkaarten komen het meest frequent voor:
| Drukvlak | Standaardhoogte |
| -------- | --------------- |
| 850 hPa  | 1.457 m         |
| 700 hPa  | 3.013 m         |
| 500 hPa  | 5.574 m         |
| 300 hPa  | 9.164 m         |
| 200 hPa  | 12.000 m        |